# Cristianópolis (kommun i Brasilien)
Cristianópolis är en kommun i Brasilien.   Den ligger i delstaten Goiás, i den sydöstra delen av landet, 180 km sydväst om huvudstaden Brasília. Antalet invånare är 2 933.
Omgivningarna runt Cristianópolis är huvudsakligen savann. Runt Cristianópolis är det mycket glesbefolkat, med 3 invånare per kvadratkilometer.